# وادي رماع
وادي رماع وهو أحد أودية اليمن ويأتي من ضوران آنس ومن حمام علي وشمال جبال عتمة وشمال وصاب وجنوب ريمة ويشق طريقه بين جبال وصاب وريمة وينزل إلى بني سوادة والمشرافة ثم الجروبة والحسينية ويصب في البحر الأحمر. 